# Palaemon pandaliformis
Palaemon pandaliformis är en kräftdjursart som först beskrevs av William Stimpson 1871.  Palaemon pandaliformis ingår i släktet Palaemon och familjen Palaemonidae. Inga underarter finns listade i Catalogue of Life.